# Powell-Kanal
Der Powell-Kanal ist eine schmale Meerenge vor der Fallières-Küste des Grahamlands auf der Antarktischen Halbinsel. In der Marguerite Bay stellt er eine schiffbare Passage zwischen der Millerand-Insel im Westen und den östlich liegenden Debenham-Inseln dar.
Das UK Antarctic Place-Names Committee benannte ihn 1972 nach Leutnant John Martin Powell (* 1944) von der Royal Navy, der 1972 Vermessungen des Kanals vorgenommen hatte.
Das Composite Gazetteer of Antarctica enthält zudem unter den Koordinaten 68° 8′ S, 67° 6′ W mit annähernd identischer Beschreibung eine Meerenge mit dem Namen Paso Martin.